# 江戸木版画
江戸木版画（えどもくはんが）とは、江戸時代から江戸（東京都）で製作されている木版画のこと。東京都指定伝統工芸品、経済産業大臣指定伝統的工芸品。

## 解説
江戸時代に浮世絵の発展とともに確立した木版画で、当初は墨一色で摺られていたが後に手作業による彩色がなされ、さらに鈴木春信が活躍した時代に、木版による多色摺りの技法が出来て錦絵が製作されるようになった。下絵を描く絵師、これを版木に彫る彫師、和紙に摺る摺師の分業体制によって製作される（詳しくは浮世絵の項参照）。版木には堅くて木理（もくめ）の緻密なヤマザクラを使う。分業による木版画の製作は彫師、摺師の技術も含め現代にまで受け継がれている。主な製品は鑑賞用木版画、木版本、千代紙など。
1992年（平成4年）4月、東京伝統木版画工芸協会が設立され、1993年（平成5年）12月「江戸木版画」として東京都指定伝統工芸品に認定、2007年（平成19年）3月9日には経済産業省大臣指定伝統工芸品に認定された。組合は東京伝統木版画工芸協会、東京都新宿区下落合3 - 13 - 17 アダチ版画研究所内。

## 生産地
現在江戸木版画は上記の製法により、工房などで製作されている。生産地は荒川区、新宿区、足立区、台東区、中央区、文京区、目黒区、練馬区、西東京市、千葉県松戸市及び茨城県常総市など。